# Randi Zuckerberg

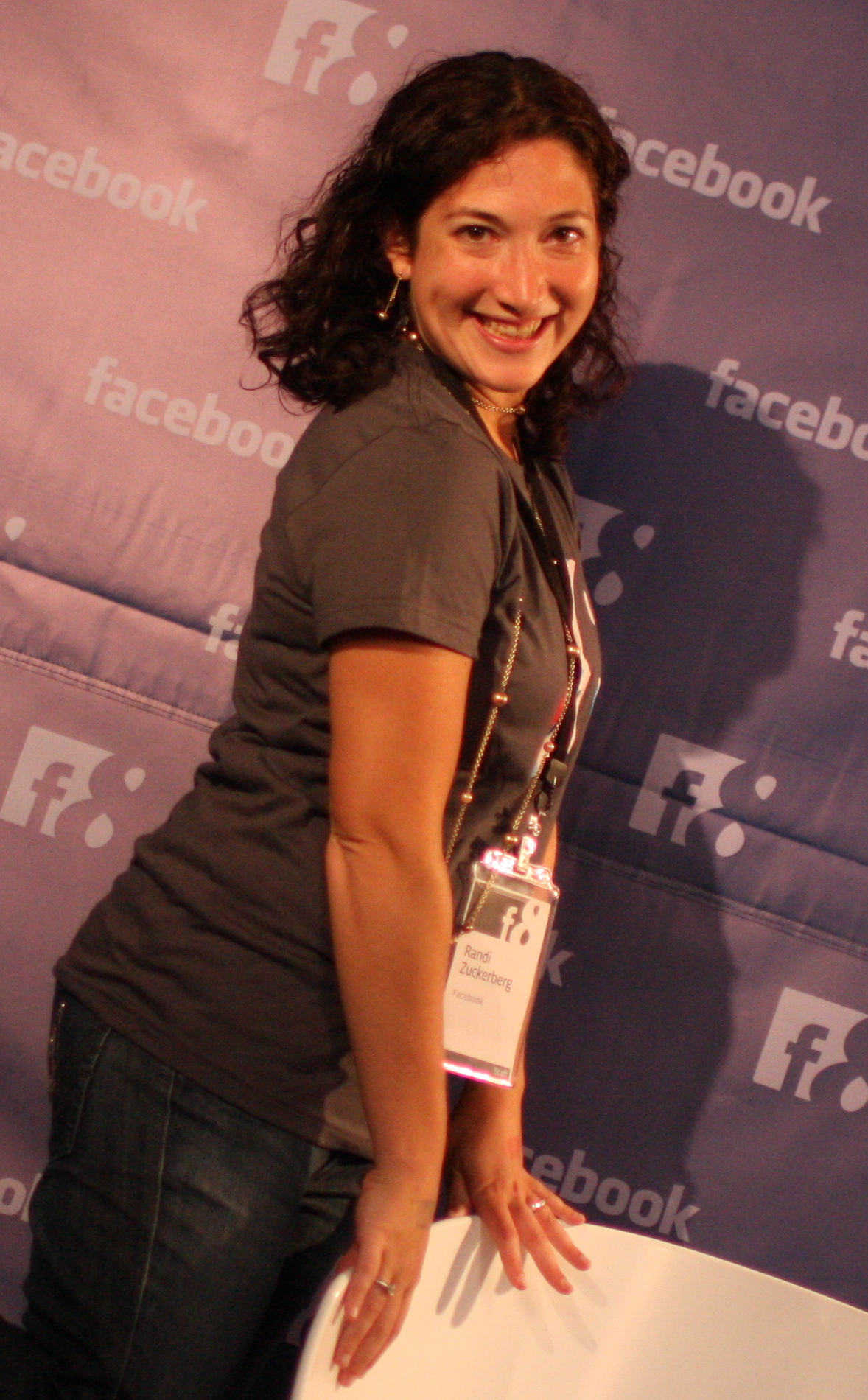
Randi Zuckerberg, 2008

Randi Jayne Zuckerberg  (* 28. Februar 1982) ist eine US-amerikanische Unternehmerin. Sie war von 2005 bis 2011 Mitarbeiterin von Facebook, zuletzt als Marketingchefin („Director of Marketing“). Zurzeit leitet sie die von ihr gegründete Firma Zuckerberg Media.

## Leben
Randi Zuckerberg wuchs in Dobbs Ferry, New York, auf. Ihre Eltern sind Karen, eine Psychiaterin, und Edward Zuckerberg, ein Zahnarzt. Randi Zuckerberg hat zwei Schwestern und ihren jüngeren Bruder Mark, den Gründer von Facebook. Seit 2008 ist Zuckerberg  mit Brent Tworetzky verheiratet. 2011 brachte sie ihr erstes Kind zur Welt.

## Karriere
Zuckerberg studierte in Harvard bis zum Jahr 2003 Psychologie.
Vor ihrer Karriere bei Facebook war sie Mitglied im Expertenteam bei Forbes on Fox. Sie übernahm für ihren Bruder, der eher öffentlichkeitsscheu war und gerne im Hintergrund blieb, einen Großteil der öffentlichen Auftritte bei Konferenzen, wie beispielsweise Digital Life Design in München, und Medienterminen.
Zuckerberg organisierte 2008 die Vorwahldebatten der Demokraten und Republikaner der Vereinigten Staaten auf ABC News / Facebook und war dafür auch Korrespondentin. Außerdem war sie für die CNN/Facebook Inauguration Day Partnership im Jahr 2009 und die Facebook Diaries von Comcast zuständig. Zuckerberg war 2008 auch Korrespondentin für Facebook, wobei sie sowohl über die Democratic National Convention als auch die Republican National Convention berichtete. Sie blieb politisch neutral, und teilte dem Wall Street Journal mit, dass ihr Facebook-Journalistenteam beim Democratic National Convent „wie Rockstars“ (“like rock stars”) behandelt wurde.
Zuckerberg wurde 2010 von der Zeitschrift Hollywood Reporter in die Liste der 50 Digital Power Players aufgenommen. Am Abend des 2. November 2010 arbeitete sie bei einer Wahlkampfsendung mit, die von ABC News als Teil der Fernsehberichterstattung der Wahlen in den Vereinigten Staaten 2010 veranstaltet wurde. Sieben Stunden dieses Ereignisses wurden als Webcast in vollem Umfang sowohl über die Internetseite von ABC als auch Facebook gesendet. Zuckerberg verfasste den Ratgeber Spark Your Career in Advertising.
Im Jahr 2011 setzte sie sich in einem Interview dafür ein, die Anonymität im Internet aufzuheben, um besonders Kinder und Jugendliche vor Mobbing im Internet, dem sogenannten Cyber-Mobbing, effektiv schützen zu können. Sie deutete im Interview an, dass die Anonymität die Hemmschwelle der Nutzer herabsetze und ihre Abschaffung deren Wohlverhalten fördere: „Dann benehmen sich die Leute einfach besser. Wenn sie anonym bleiben, denken sie, sie können alles sagen, was sie wollen.“ (“People behave a lot better when they have their real names down. […] I think people hide behind anonymity and they feel like they can say whatever they want behind closed doors.”)
Im August 2011 zog sich Zuckerberg aus dem Unternehmen Facebook zurück und kündigte an, ein neues Social-Media-Unternehmen namens RtoZ Media zu gründen. Sie will mit ihrer Neugründung Unternehmen helfen, soziale Medien mehr einzusetzen.
2011 wurde sie für den Emmy in der Kategorie „Live Coverage“ für ihre Arbeit an der Nachrichtensendung „Facebook Live“ nominiert.
Im Jahr 2013 verfasste Zuckerberg das Kinderbuch Dot., mit dem sie insbesondere jungen Mädchen den Umgang mit neuen Technologien, Mathematik und Naturwissenschaften näherbringen will. Das Buch wurde mit der Unterstützung Zuckerbergs 2016 als Zeichentrickserie umgesetzt.
Im Jahr 2016 gründete sie die Firma Zuckerberg Media. Sie leitet diese bis heute.